# Магична кутија
Магична кутија (шп. Caja Mágica; Каха махика) вишенаменски стадион у Мадриду (Шпанија). Налази се у округу Сан Фермин, на обалама реке Манзанарес. Поред тениса, објекат се користи за друге различите догађаје. Званично је отворен 8. маја 2009. и од тада је домаћин тениског турнира из категорије АТП Мастерс 1000.
Дана 7. новембра 2010. године је била одржана 17. додела музичке МТВ европске награде. У сезони 2010/11, кошаркашки тим Реал Мадрид је играо своје утакмице у домаћем првенству.